# Podział administracyjny Kościoła katolickiego w Papui-Nowej Gwinei
Podział administracyjny Kościoła katolickiego w Papui-Nowej Gwinei – obecnie na terenie Papui-Nowej Gwinei istnieją 4 metropolie, w skład której wchodzą 4 archidiecezje i 15 diecezji.

## Lista diecezji

### Metropolia Madang
- Archidiecezja Madang
  - Diecezja Aitape
  - Diecezja Lae
  - Diecezja Vanimo
  - Diecezja Wewak

### Metropolia Mount Hagen
- Archidiecezja Mount Hagen
  - Diecezja Goroka
  - Diecezja Kundiawa
  - Diecezja Mendi
  - Diecezja Wabag

### Metropolia Port Moresby
- Archidiecezja Port Moresby
  - Diecezja Alotau-Sideia
  - Diecezja Bereina
  - Diecezja Daru-Kiunga
  - Diecezja Kerema

### Metropolia Rabaul
- Archidiecezja Rabaul
  - Diecezja Bougainville
  - Diecezja Kavieng
  - Diecezja Kimbe